# Fotostarenje
Fotostarenje pojam je koji se odnosi na preuranjeno starenje kože uzrokovano nekontroliranim izlaganjem suncu odnosno UV zračenju. Gotovo 90 % svih simptoma starenja kože uzrokovano je izlaganjem UV zračenju. Iako su UVA zrake zaslužne za preplanuli ten manje je poznato kako prodiru duboko u potkožno tkivo te su odgovorne za nastanak bora i dugoročna oštećenja uzrokovana djelovanjem sunca poput raka kože. UVB zrake uzrokuju opekline i oštećenja DNK stanica. Kako UVA zrake imaju mogućnost prodiranja kroz oblake i staklo, prisutne su tijekom cijele godine, pa je potrebna svakodnevna prevencija i njega kože proizvodima koji sadrže visoki zaštitni faktor od sunca. 

## Vrste starenja
Iako je starenje povezano i za genetskim karakteristikama većina nas od 25. godine počinje polako starjeti. Do starenja kože dolazi zbog pada količine elastina i kolegena koji su zaduženi za elastičnost i čvrstoću kože. To je prirodan proces kojeg ne možemo zaustaviti, ali adekvatnom njegom i odgovarajućom skrbi o koži svakako ga možemo itekako usporiti. Ova vrsta starenja naziva se intrinzično starenje. Čimbenici koji na njega utječu uključuju pripadnost etničkoj skupini, hormonalne promjene i anatomske varijacije. Suprotno od intrinzičnog starenja nalazi se ekstrinzično na koje možemo utjecati svojim načinom života. Čimbenici koji utječu na ekstrinzično starenje su uvjete iz okoliša, lijekove, pušenje i izloženost UV zračenju. Fotostarenje je dio ekstrinzičnog starenja što znači da ga možemo spriječiti pravilnom brigom o koži.

## Znakovi fotostarenja
Dugo godina preplanula put bila je simonim ljepote pa su mnogi sate provodili na suncu bez ikakve zaštite želeći postići brončanu boju. Nakon godina istraživanja danas znamo kako nekontrolirano izlaganje suncu može trajno oštetiti našu kožu. Zaštita od UV zraka je neophodna, ali više nije dovoljna. Kako bi svoju kožu zaštitili i od nevidljivih sunčevih zraka potrebno je izabrati preparate koji pružaju zaštitu od UVA, UVB i HEVIS svjetlosti. Vidljivi znakovi fotostarenja su:
- smanjenje elastičnosti kože
- pojava dubokih bora i finih linija
- hiperpigmentacija
- rak kože
- staračke pjege

## Kako spriječiti fotostarenje
Najbolje i jedino ispravno rješenje koje bi sprječilo fotostarenje je adekvatna zaštita kože proizvodima sa zaštitomod UVA, UVB i HEVIS svjetlosti tijekom cijele godine. Za lice izaberite zaštitu s hijaluronskom kiselinom koja će vas štititi od negativnog utjecaja sunčevih zraka i utjecati na smanjenje već postojećih bora.
Svakim danom je sve izraženija svijet o štetnosti sunčevih zraka i važnosti kvalitetne zaštite kože. Povremena zaštita kože (npr. za vrijeme boravka na ljetovanju) je važna i poželjna ali dijelovi tijela koji su svakodnevno izloženi direktnoj sunčevoj svjetlosti, poput lica, ruku i dekoltea, zahtijevaju svakodnevnu zaštitu kako bi se spriječilo preuranjeno starenje kože. Kvalitetna zaštita od sunca, za lice, koja će spriječiti preuranjeno starenje mora sadržavati širokospektarni, fotostabilni UV sustav filtera (što uključuje UVA i UVB zaštitu), antioksidanse za zaštitu DNA kože te neki od sastojaka koji će utjecati na već postojeće znakove starenja, kao što je hijaluronska kiselina. 

## Vanjske poveznice
- Visokoenergetska vidljiva svjetlost - Koži nije dovoljna samo zaštita od UV zračenja https://ext11.eucerin.hr/29/vas-eucerin/savjetnikzasunce/  Arhivirana inačica izvorne stranice od 7. kolovoza 2018. (Wayback Machine)
- Posljedice oštećenja uvjetovanih djelovanjem sunca na kožu https://www.eucerin.hr/kozna-oboljenja/sun-protection/fotostarenje
- Starenje kože: Njega kože koja stari, već od prve bore https://www.eucerin.hr/kozna-oboljenja/ageing-skin  Arhivirana inačica izvorne stranice od 7. kolovoza 2018. (Wayback Machine)
- Utjecaj sunca na osjetljivu i problematičnu kožu https://www.eucerin.hr/o-kozi/indikacije/sun-and-sensitive-and-problematic-skin